# Constantin Kirchhoff
Gottlieb Sigismund Constantin Kirchhoff (* 15. Februar 1764 in Teterow; † 4. Februar 1833 in Sankt Petersburg) war Apotheker und Chemiker am Hof des russischen Zaren und Entdecker des Stärkezuckers.

## Leben
Constantin Kirchhoff wurde 1764 als Sohn eines Teterower Apothekers geboren. Als er nach seiner Ausbildung nach Russland ging, wurde er an der kaiserlichen Hofapotheke angestellt, deren Direktor er später wurde. Dort widmete sich Kirchhoff der Chemie. Seine Tätigkeit umfasste 1797 die Zinnoberherstellung, die Produktion von unglasiertem, irdenem Geschirr, der Verwendung von Kartoffelmehl zum Brotbacken sowie Experimente zur verminderten Entzündbarkeit von Holz. Außerdem entwickelte er Verfahren zur Branntweingewinnung und der Herstellung von Traubenzucker aus Stärke durch Kochen mit verdünnter Schwefelsäure im Jahre 1811. Er wurde 1812 von der Russische Akademie der Wissenschaften in Sankt Petersburg zum außerordentlichen Mitglied berufen.